# Aulan
Aulan es una comuna francesa situada en el departamento de Drôme, en la región de Auvernia-Ródano-Alpes.

## Demografía
| 31 | 8 | 10 | 11 | 5 | 5 | 11 |
| Para los censos de 1962 a 1999 la población legal corresponde a la población sin duplicidades (Fuente: INSEE [Consultar]) |   |    |    |   |   |    |